# 사쿠라이노미코
사쿠라이노미코(일본어: 桜井 皇子 さくらい の みこ[*], 긴메이 천황 21년 (560년) 전후? - 요메이 천황 2년 (587년)?)는 고훈 시대 종말기의 황족이다. 긴메이 천황과 소가노 키타시히메 (소가노 이나메의 딸)의 6황자이다. 요메이 천황과 스이코 천황과 동복형제자매이다. 키비히메노오오키미 (고교쿠 천황과 고토쿠 천황의 어머니)의 아버지이다. 사쿠라이노유미하리노미코(桜井之玄王)라고도 부른다.

## 개요
신하인 桜井部犬가 모노노베씨의 편을 들었던 점 등으로 미루어 587년, 정미의 난으로 모노노베씨의 편을 들었다가 전사한 것으로 생각되지만, 자세한 내용은 알려지지 않았다.